# Campeonato do Mundo de Hóquei em Patins Masculino de 2017
O Campeonato do Mundo de Hóquei em Patins de 2017 foi a 43ª edição desta prova e a primeira edição integrada nos Jogos Mundiais de Patinagem. Esta competição foi organizada pela FIRS.
No Mundial anterior foi determinado o fim dos Mundiais de Hóquei em Patins no formato de então, passando a ser incluidos no quadro dos Jogos Mundiais de Patinagem, evento que passa a acolher na mesma cidade as provas de todas as modalidades da Patinagem. Também deixaram de existir os Mundiais B.

## Qualificação
Os oito melhores países do ranking foram divididos em dois grupos. Os três primeiros países qualificados de cada grupo juntaram-se nos quartos de final da competição aos dois vencedores do grupo da Taça FIRS.
O último país qualificado de cada grupo foi para os quartos de final da Taça FIRS.
| 1º 2015 | Argentina  | 30 | 9º 2015  | Angola         | 18 |  | Austrália     | 9       |
| 2º 2015 | Espanha    | 41 | 12º 2015 | Áustria        | 3  |  | Índia         | 2       |
| 3º 2015 | Portugal   | 43 | 13º 2015 | Colômbia       | 11 |  | Israel        | estreia |
| 4º 2015 | Alemanha   | 36 | 14º 2015 | Holanda        | 34 |  | Japão         | 9       |
| 5º 2015 | Itália     | 43 | 16º 2015 | África do Sul  | 4  |  | Nova Zelândia | 6       |
| 6º 2015 | França     | 33 | 4ºB 2014 | Estados Unidos | 25 |  | Taipé Chinesa | estreia |
| 7º 2015 | Moçambique | 12 | 6ºB 2014 | Macau          | 2  |  |               |         |
| 8º 2015 | Chile      | 24 | 7ºB 2014 | Egito          | 6  |  |               |         |

- Pres = Total de presenças em todos os Mundiais de Hóquei em Patins.

 Brasil Desistiu de Participar.

## Convocados
| Valentín Grimalt    | HC Liceo        | Xavi Mali        | HC Liceo       | Ângelo Girão       | Sporting CP    | Leonardo Barozzi   | CGC Viareggio    |
| Pablo Gómez         | Valenciano      | Xevi Puigbí      | UD Oliveirense | Nelson Filipe      | FC Porto       | Riccardo Gnata     | Forte dei Marmi  |
| Constantino Acevedo | Concepción      |                  |                | Pedro Henriques    | SL Benfica     | Bruno Sgaria       | hockey Breganze  |
| Matías Platero      | Sporting CP     | Eduard Lamas     | FC Barcelona   | Diogo Rafael       | SL Benfica     | Samuel Amato       | hockey Bassano   |
| Gonzalo Romero      | Forte dei Marmi | Albert Casanovas | Reus Deportiu  | Gonçalo Alves      | FC Porto       | Davide Banini      | Follonica Hockey |
| Matías Pascual      | FC Barcelona    | Pau Bargalló     | FC Barcelona   | Hélder Nunes       | FC Porto       | Domenico Illuzzi   | Amatori Lodi     |
| Reinaldo García     | FC Porto        | Nile Roca        | CE Noia        | Henrique Magalhães | Sporting CP    | Federico Ambrosio  | Amatori Lodi     |
| Carlos Nicolía      | SL Benfica      | Ignacio Alabart  | CP Voltregà    | João Rodrigues     | SL Benfica     | Giulio Cocco       | Amatori Lodi     |
| Pablo Álvarez       | FC Barcelona    | Raul Marín       | Reus Deportiu  | Rafa Costa         | FC Porto       | Francesco Compagno | ACNUR Monza      |
| Lucas Ordoñez       | FC Barcelona    | Jordi Burgaya    | Vic CP         | Ricardo Barreiros  | UD Oliveirense | Davide Gavioli     | CGC Viareggio    |
| Carlos López        | Estudiantil     | Jordi Adroher    | SL Benfica     | Reinaldo Ventura   | OC Barcelos    | Marco Pagnini      | Forte dei Marmi  |
| Treinador           | Darío Giuliani  | Treinador        | Alex Domínguez | Treinador          | Luis Sénica    | Treinador          | Massimo Mariotti |

| Carlos Silva              | Diessbach        | Francisco "Xico" Veludo    | HC Braga            | Cláudio Lameiras           |                |
| Ivan Esculudes            | Estrela Vermelha | Estevão Dala               | Marinha             | Eduardo Nunes              |                |
| Kevin Simões              | Estrela Vermelha | André Centeno              | Sporting CP         | Augusto Fernandes [zh-yue] |                |
| Filipe Vaz                | SC Marinhense    | Adilson Diogo "Pi"         | Académica de Luanda | Alfredo Almeida            |                |
| Nuno Araújo               | UD Oliveirense   | Argentino "Tino" Agostinho | 1.º de Agosto       | Dinisio Luz                |                |
| Bruno Pinto "Serôdio"     | Riba d'Ave       | Anderson Silva "Nery"      | 1.º de Agosto       | Martim Cruz                |                |
| Spiros Esculudes          | Estrela Vermelha | João Vieira "Johe"         | Candelaria          | Nuno Antunes               |                |
| Mário Rodrigues "Marinho" | Follonica Hockey | Martin Payero              | Serceda             | Chi Sam Ieong              |                |
| Carlos "Fred" Saraiva     | AA Espinho       | Humberto Mendes "Big"      | Noya                | Hélder Ricardo             |                |
| Lucas Cossa               | Estrela Vermelha | João Pinto "Mustang"       | Sporting CP         | Chak In Ieong              |                |
| Treinador                 | Pedro Tivane     | Treinador                  | Fernando Falle      | Treinador                  | Alberto Lisboa |

## Campeonato do Mundo

### Grupo A
| Seleções  | Pts | J | V | E | D | GM | GS | DG | Q.   |
| --------- | --- | - | - | - | - | -- | -- | -- | ---- |
| Argentina | 9   | 3 | 3 | 0 | 0 | 16 | 5  | 11 | C.M. |
| Itália    | 6   | 3 | 2 | 0 | 1 | 11 | 10 | 1  | C.M. |
| Portugal  | 3   | 3 | 1 | 0 | 2 | 10 | 14 | -4 | C.M. |
| França    | 0   | 3 | 0 | 0 | 3 | 9  | 17 | -8 | FIRS |

| 03 Set 2017 | França                                                      | 2 - 6 | Itália | Longjiang Gymnasium                 |
| 14h30       | 1-1 Bruno Di Benedetto 10' 1ªP 2-5 Antoine Le Berre 24' 2ªP |       | 0-1 Domenico Illuzzi 7' 1ªP 1-2 Alessandro Verona 17' 1ªP 1-3 Alessandro Verona 19' 1ªP 1-4 Giulio Cocco 20' 2ªP 1-5 Samuel Amato 22' 2ºP 2-6 Giulio Cocco LD 10ªF 24'01" 2ªP | Árbitro: Sergio Insua e Sergi Mayor |

| 03 Set 2017 | Portugal                                               | 2 - 5 | Argentina | Longjiang Gymnasium                              |
| 18h30       | 1-1 Gonçalo Alves 19' 1ªP 2-3 João Rodrigues GP 7' 2ªP |       | 0-1 Matias Pascual GP 11' 1ªP 1-2 Matias Platero 24'50 1ªP 1-3 Lucas Ordoñez LD Azul 7' 2ªP 2-4 Matias Pascual GP 8' 2ªP 2-5 Carlos Nicolia 18' 2ªP | Árbitro: Óscar Valverde e Francisco Jorge Garcia |

| 04 Set 2017 | Argentina | 5 - 2 | França                                                               | Longjiang Gymnasium                      |
| 14h30       | 1-0 Matías Pascual GP 21' 1ªP 2-0 Carlos "Carlitos" Lopez 23' 1ªP 3-1 Pablo "Pablito" Alvarez 13' 2ªP 4-1 Carlos "Carlitos" Lopez 21' 2ªP 5-2 Pablo "Pablito" Alvarez 24' 2ªP |       | 2-1 Roberto Di Benedetto GP 24' 1ªP 4-2 Roberto Di Benedetto 22' 2ªP | Árbitro: Luís Peixoto e Miguel Guilherme |

| 04 Set 2017 | Itália                                                                                                   | 4 - 2 | Portugal                                                       | Longjiang Gymnasium                      |
| 18h30       | 1-0 Giulio Cocco 4' 1ªP 2-0 Sanuel Amato 11' 1ªP 3-1 Andrea Malagoli 11' 2ªP 4-2 Andrea Malagoli 22' 2ªP |       | 2-1 Henrique Magalhães PWP 22' 1ªP 3-2 Hélder Nunes GP 21' 2ªP | Árbitro: Carlos Fernandez e Daniel Costa |

| 05 Set 2017 | Argentina | 6 - 1 | Itália                     | Longjiang Gymnasium                  |
| 14h30       | 1-0 Reinaldo "Nalo" Garcia 2' 1ªP 2-0 Pablo Alvarez 18' 1ªP 3-0 Carlos "Carlitos" Lopez 2' 2ªP 4-1 Gonzalo Romero Lopez 6' 2ªP 5-1 Carlos "Carlitos" Lopez 7' 2ªP 6-1 Lucas Ordoñez 8' 2ªP |       | 3-1 Andrea Malagoli 5' 2ªP | Árbitro: Xavier Bleuzen e Rui Torres |

| 05 Set 2017 | Portugal | 6 - 5 | França | Longjiang Gymnasium                      |
| 18h30       | 1-0 Gonçalo Alves (PWP+1) 4' 1ªP 2-1 Hélder Nunes 5' 1ªP 3-2 Reinaldo "Rei" Ventura 2' 2ªP 4-3 Hélder Nunes 11' 2ªP 5-5 Reinaldo "Rei" Ventura GP 23' 2ªP 6-5 Hélder Nunes 24'34" 2ªP |       | 1-1 Roberto Di Benedetto 5' 1ªP 2-2 Roberto Di Benedetto GP 12' 1ªP 3-3 Remi Herman 7' 2ªP 4-4 Antoine Le Berre 18' 2ªP 4-5 Roberto Di Benedetto LD 10ªF 23' 2ªP | Árbitro: Filippo Fronte e Franco Ferrari |

### Grupo B
| Seleções   | Pts | J | V | E | D | GM | GS | DG  | Q.   |
| ---------- | --- | - | - | - | - | -- | -- | --- | ---- |
| Espanha    | 9   | 3 | 3 | 0 | 0 | 15 | 7  | 8   | C.M. |
| Moçambique | 6   | 3 | 2 | 1 | 0 | 14 | 9  | 5   | C.M. |
| Chile      | 3   | 3 | 1 | 2 | 0 | 13 | 12 | 1   | C.M. |
| Alemanha   | 0   | 3 | 0 | 3 | 0 | 8  | 22 | -14 | FIRS |

| 03 Set 2017 | Chile | 3 - 5 | Moçambique | Longjiang Gymnasium                  |
| 12H30       | 1-2 Nicolas Fernández LD 10ªF 9' 2ªP 2-4 Nicolas Fernández 24' 2ªP 2-4 Nicolas Fernández LD Azul 24'34" 2ªP |       | 0-1 Mário Rodrigues "Marinho" LD 10ªF 22' 1ªP 0-2 Bruno Pinto 5' 2ªP 1-3 Mário Rodrigues "Marinho" LD Azul 9' 2ªP 1-4 Mário Rodrigues "Marinho" 24' 2ªP 2-5 Nuno Araújo LD Azul 24'01" 2ªP | Árbitro: Rui Torres e Xavier Bleuzen |

| 03 Set 2017 | Alemanha                                          | 2 - 8 | Espanha | Longjiang Gymnasium                      |
| 16H30       | 1-5 Milan Brandt 13' 2ªP 2-5 Milan Brandt 13' 2ªP |       | 0-1 Ignacio Alabart 2' 1ªP 0-2 Pau Bargalló 8' 1ªP 0-3 Eduard Lamas 24'15" 1ªP 0-4 Jordi Adroher 3' 2ªP 0-5 Raul Marín LD 10ªF 7' 2ªP 2-6 Raul Marín 15' 2ªP 2-7 Pau Bargalló 17' 2ªP 2-8 Jordi Adroher 20' 2ªP | Árbitro: Daniel Costa e Carlos Fernandez |

| 04 Set 2017 | Moçambique | 7 - 3 | Alemanha                                                                      | Longjiang Gymnasium                              |
| 12h30       | 1-0 Nuno Araújo 13' 1ªP 2-0 Filipe Vaz 15' 1ªP 3-0 Filipe Vaz 17' 1ªP 4-2 Carlos "Fred" Saraiva 2' 2ªP 5-2 Filipe Vaz 10' 2ªP 6-2 Carlos "Fred" Saraiva 12' 2ªP 7-3 Ivan Esculudes 20' 2ªP |       | 3-1 Milan Brandt 23' 1ªP 3-2 Milan Brandt GP 23' 1ªP 6-3 Tarek Abdala 12' 2ªP | Árbitro: Francisco Jorge Garcia e Óscar Valverde |

| 04 Set 2017 | Espanha | 4 - 3 | Chile                                                                   | Longjiang Gymnasium                      |
| 16h30       | 1-0 Pau Bargalló 8' 1ªP<2-1 Albert Casanovas GP 11' 1ªP 3-1 Pau Bargalló 21' 1ªP 4-1 Raul Marin LD Azul 15' 2ªP |       | 1-1 Nicolas Carmona 10' 1ªP 4-2 Marc Figa 18' 2ªP 4-3 Marc Figa 24' 2ªP | Árbitro: Filippo Fronte e Franco Ferrari |

| 05 Set 2017 | Chile | 7 - 3 | Alemanha | Longjiang Gymnasium                      |
| 12h30       |       |       |          | Árbitro: Luís Peixoto e Miguel Guilherme |

| 05 Set 2017 | Espanha                                                                     | 3 - 2 | Moçambique                                                      | Longjiang Gymnasium                   |
| 16h30       | 1-1 Raul Marin 19' 1ªP 2-1 Pau Bargalló 24'52" 1ªP 3-2 Jordi Adroher 5' 2ªP |       | 0-1 Nuno Araújo LD Azul 9' 1ªP 2-2 Carlos "Fred" Saraiva 5' 2ªP | Árbitro: Joaquim Pinto e Paulo Rainha |

### Apuramento de campeão
|  | Quartas de final | Quartas de final |                |           | Semifinais     | Semifinais     |  |  | Final | Final |
|  |                  |                  |                |           |                |                |  |  |       |       |
|  | 7 Set            |                  |                |           |                |                |  |  |       |       |
|  |                  |                  |                |           |                |                |  |  |       |       |
|  | Espanha          | 5                |                |           |                |                |  |  |       |       |
|  | Espanha          | 5                | 8 Set          |           |                |                |  |  |       |       |
|  | Colômbia         | 1                |                |           |                |                |  |  |       |       |
|  | Colômbia         | 1                | Espanha        | 4         |                |                |  |  |       |       |
|  | 7 Set            |                  | Espanha        | 4         |                |                |  |  |       |       |
|  |                  | Itália           | 0              |           |                |                |  |  |       |       |
|  | Chile            | Itália           | 0              | 3 (0)     |                |                |  |  |       |       |
|  | Chile            |                  | 9 Set          | 3 (0)     |                |                |  |  |       |       |
|  | Itália (g.p.)    | 3 (3)            |                |           |                |                |  |  |       |       |
|  | Itália (g.p.)    | 3 (3)            | Espanha (g.p.) | 3 (2)     |                |                |  |  |       |       |
|  | 7 Set            |                  | Espanha (g.p.) | 3 (2)     |                |                |  |  |       |       |
|  |                  | Portugal         | 3 (1)          |           |                |                |  |  |       |       |
|  | Moçambique       | Portugal         | 3 (1)          | 2         |                |                |  |  |       |       |
|  | Moçambique       | 8 Set            |                | 2         |                |                |  |  |       |       |
|  | Portugal         | 6                |                |           |                |                |  |  |       |       |
|  | Portugal         | 6                | Portugal       | 5         | Terceiro lugar | Terceiro lugar |  |  |       |       |
|  | 7 Set            |                  | Portugal       | 5         | Terceiro lugar | Terceiro lugar |  |  |       |       |
|  |                  | Argentina        | 0              |           |                |                |  |  |       |       |
|  | Angola           | Argentina        | 0              | 3         | Itália         | 2              |  |  |       |       |
|  | Angola           |                  |                | 3         | Itália         | 2              |  |  |       |       |
|  | Argentina        | 4(a.p.)          |                | Argentina | 4              |                |  |  |       |       |
|  | Argentina        | 4(a.p.)          |                |           | 4              |                |  |  |       |       |
|  |                  |                  |                |           |                |                |  |  | 9 Set |       |
|  |                  |                  |                |           |                |                |  |  |       |       |

| 07 Set 2017 | Chile                                                                                                   | 3 - 6 (g.p.) | Itália | Longjiang Gymnasium                              |
| 05h30       | 1-1 Angel Vera 13' 1ªP 2-2 Nicolas Carmona 23' 1ªP 3-3 Filipe Castro 20´2ªP --- GRANDES PENALIDADES --- |              | 0-1 Domenico Illuzzi 4' 1ªP 1-2 Domenico Illuzzi 16' 1ªP 2-3 Giulio Cocco LD Azul 20´ 2ªP --- GRANDES PENALIDADES --- 1º 3-4 Giulio Cocco GP 2º 3-5 Domenico Illuzi GP 4º 3-6 Andrea Malagoli GP | Árbitro: Francisco Jorge Garcia e Óscar Valverde |

| 07 Set 2017 | Angola                                                                           | 3 - 4(a.p.) | Argentina | Longjiang Gymnasium                      |
| 07h30       | 1-3 João Vieira "Johe" 3' 2ªP 2-3 André Centeno 6' 2ªP 3-3 Martin Payero 23' 2ªP |             | 0-1 Carlos Nicolia 12' 1ªP 0-2 Carlos Nicolia 14' 1ªP 0-3 Lucas Ordoñez 18' 1ªP --- PROLONGAMENTO --- 3-4 Matias Platero 2' 2ªP Prol. | Árbitro: Franco Ferrari e Filippo Fronte |

| 07 Set 2017 | Espanha | 5 - 1 | Colômbia                            | Longjiang Gymnasium                      |
| 09h30       | 1-1 Jordi Adroher 6' 1ªP 2-1 Ignacio Alabart 18' 1ªP 3-1 Jordi Burgaya 24' 1ªP 4-1 Pau Bargalló 15' 2ªP 5-1 Albert Casanovas 18' 2ªP |       | 0-1 Alejandro Aristazabal GP 1' 1ªP | Árbitro: Miguel Guilherme e Luís Peixoto |

| 07 Set 2017 | Portugal | 6 - 2 | Moçambique                                                                         | Longjiang Gymnasium                   |
| 11h30       | 0-1 João Rodrigues 5' 1ªP 0-2 Gonçalo Alves GP 14' 1ªP 0-3 Ricardo Barreiros 19' 1ªP 0-4 José "Rafa" Costa 24'15 1ªP 1-5 Reinaldo "Rei" Ventura 12' 2ªP 1-6 Diogo Rafael "Chiquinho" GP 15' 2ªP |       | 1-4 Mário Rodrigues "Marinho" 8' 2ªP 2-6 Mário Rodrigues "Marinho" LD Azul 15' 2ªP | Árbitro: Xavier Bleuzen e Sergi Mayor |

| 08 Set 2017 | Espanha | 4 - 0 | Itália | Longjiang Gymnasium                      |
| 09h30       | 1-0 Jordi Adroher 14' 1ªP 2-0 Albert Casanovas 3' 2ªP 3-0 Raul Marin 18' 2ªP 4-0 Albert Casanovas GP 21' 2ªP |       |        | Árbitro: Luís Peixoto e Miguel Guilherme |

| 08 Set 2017 | Portugal | 5 - 0 | Argentina | Longjiang Gymnasium                              |
| 11h30       | 1-0 Reinaldo "Rei" Ventura GP 6' 2ªP 2-0 Hélder Nunes 14' 2ªP 3-0 Hélder Nunes LD Azul 21' 2ªP 4-0 Reinaldo "Rei" Ventura 23' 2ªP 5-0 Hélder Nunes 24'55' 2ªP |       |           | Árbitro: Óscar Valverde e Francisco Jorge Garcia |

| 09 Set 2017 | Itália                                               | 2 - 4 | Argentina | Longjiang Gymnasium                   |
| 09h30       | 1-1 Samuel Amato 12' 1ªP 2-1 Andrea Malagoli 24' 1ªP |       | 0-1 Matias Platero 10' 1ªP 2-2 Matias Pascual 14' 2ªP 2-3 Reinaldo "Nalo" Garcia 24' 2ªP 2-4 Matias Pascual rec. GP 24'47" 2ªP | Árbitro: Sergi Mayor e Xavier Bleuzen |

| 09 Set 2017 | Espanha | 3(2)g.p - 3(1)g.p. | Portugal | Longjiang Gymnasium                      |
| 11h30       | 1-0 Albert Casanovas 20' 1ªP 2-0 Jordi Adroher 24' 1ªP 3-2 Eduard Lamas 15' 2ªP --- GRANDES PENALIDADES --- 1º Raul Marin n/m 2º Pau Bargalló n/m 3º Jordi Adroher n/m 4º Eduard Lamas GP 5º Albert Casanovas GP |                    | 2-1 Hélder Nunes 2' 2ªP 2-2 Gonçalo Alves UwP 4X5 5' 2ªP 3-3 Hélder Nunes LD Azul 24'56 2ªP --- GRANDES PENALIDADES --- 1º Reinaldo "Rei" Ventura n/m 2º Hélder Nunes n/m 3º João Rodrigues GP 4º Gonçalo Alves n/m 5º Ricardo Barreiros n/m | Árbitro: Carlos Fernandez e Daniel Costa |

### 5º–8º lugares
|  | Semifinais | Semifinais |   |       | 5º lugar   | 5º lugar |  |
|  |            |            |   |       |            |          |  |
|  | 8 Set      |            |   |       |            |          |  |
|  | Colômbia   | 3(a.p.)    |   |       |            |          |  |
|  | Chile      | 2          |   |       |            |          |  |
|  |            |            |   |       |            |          |  |
|  |            |            |   |       | 9 Set      |          |  |
|  |            |            |   |       | Colômbia   | 1        |  |
|  |            | Angola     | 5 |       |            |          |  |
|  |            |            |   |       |            |          |  |
|  |            |            |   |       |            |          |  |
|  |            |            |   |       | 7º lugar   |          |  |
|  | 8 Set      | 8 Set      |   | 9 Set | 9 Set      |          |  |
|  | Moçambique | 3          |   | Chile | 9(a.p.)    |          |  |
|  | Angola     | 6          |   |       | Moçambique | 7        |  |

| 08 Set 2017 | Colômbia | 3(a.p.) - 2 | Chile | Longjiang Gymnasium                      |
| 12h30       |          |             |       | Árbitro: Filippo Fronte e Franco Ferrari |

| 08 Set 2017 | Moçambique | 3 - 6 | Angola | Longjiang Gymnasium                      |
| 14h30       | 1-0 Bruno Pinto "Serôdio" rec. GP 8' 1ªP 2-0 Mário Rodrigues "Marinho" 8' 1ªP 3-5 Carlos "Fred" Saraiva 13' 2ªP |       | 2-1 João Pinto "Mustang" 13' 1ªP 2-2 Martin Payero LD Azul 14' 1ªP 2-3 Martin Payero 15' 1ªP 2-4 João Pinto "Mustang" 24'03" 1ªP 2-5 Martin Payero 6' 2ªP 3-6 Anderson Silva "Nery" 16' 2ªP | Árbitro: Daniel Costa e Carlos Fernandez |

| 09 Set 2017 | Colômbia                  | 1 - 5 | Angola | Longjiang Gymnasium                   |
| 12h30       | 1-1 David Castaño 17' 1ªP |       | 0-1 João Pinto "Mustang" 10' 1ªP 1-2 Humberto Mendes "Big" 19' 1ªP 1-3 João Pinto "Mustang" 2' 2ªP 1-4 André Centeno 9' 2ªP 1-5 João Pinto "Mustang" 15' 2ªP | Árbitro: Paulo Rainha e Joaquim Pinto |

| 09 Set 2017 | Chile | 9(a.p.) - 7 | Moçambique | Longjiang Gymnasium                              |
| 14h30       | 1-1 Marc Figa 8' 1ªP 2-3 Nicolas "Nico" Fernandez 4' 2ªP 3-3 Nicolas "Nico" Fernandez 19' 2ªP 4-4 Filipe Castro 21' 2ªP 5-4 "Nico" Fernandez LD Azul 24' 2ªP -- PROLONGAMENTO --- 6-5 Filipe Castro 1' 1ªP Prol. 7-5 Marc Figa 2' 1ªP Prol. 8-6 "Nico" Fernandez LD 10ªF 4' 1ªP Prol. 9-6 Nicolas "Nico" Fernandez 5' 1ªP Prol. |             | 0-1 Carlos "Fred" Saraiva 3' 1ªP 1-2 Carlos "Fred" Saraiva 11' 1ªP 1-3 Filipe Vaz 13' 1ªP 3-4 Mário Rodrigues "Marinho" 19' 2ªP 5-5 Filipe Vaz 24'02" 2ªP --- PROLONGAMENTO --- 7-6 Nuno Araújo 3' 1ªP 9-7 Bruno Pinto "Serôdio" GP 1' 2ªP Prol. | Árbitro: Óscar Valverde e Francisco Jorge Garcia |

## Taça FIRS
Os países classificados entre as posições 9 e 16 do ranking também foram divididas em dois grupos. Os dois vencedores do grupo juntar-se-ão aos quartos de final do Campeonato do Mundo enquanto que as seis restantes equipas vão jogar os quartos de final da competição com as duas últimas equipas 
do Campeonato do Mundo. 

### Grupo A
| Seleções      | Pts | J | V | E | D | GM | GS | DG  | Q.   |
| ------------- | --- | - | - | - | - | -- | -- | --- | ---- |
| Colômbia      | 9   | 3 | 3 | 0 | 0 | 40 | 1  | 39  | C.M. |
| Áustria       | 6   | 3 | 2 | 0 | 1 | 19 | 12 | 7   | FIRS |
| África do Sul | 1   | 3 | 0 | 1 | 2 | 11 | 32 | -21 | FIRS |
| Macau         | 1   | 3 | 0 | 1 | 2 | 11 | 36 | -25 | FIRS |

| 03 Set 2017 | Macau | 0 - 15 | Colômbia | Nanquim Tech University                  |
| 10H30       |       |        | 0-1 Jonathan Orozco 12' 1ªP 0-2 Esteban Arango 17' 1ªP 0-3 Esteban Arango 22' 1ªP 0-4 David Castaño LD 7' 2ªP 0-5 Daniel Restrepo 8' 2ªP 0-6 David Castaño 8' 2ªP 0-7 Raul Hincapie 8' 2ªP 0-8 Julian Jurado 9' 2ªP 0-9 Raul Hincapie 10' 2ªP 0-10 David Castaño 16' 2ªP 0-11 Camilo Trujillo 18' 2ªP 0-12 Esteban Arango 18' 2ºP 0-13 Camilo Trujillo 18' 2ºP 0-14 Camilo Trujillo 20' 2ªP 0-15 Camilo Trujillo 24' 2ªP | Árbitro: Miguel Guilherme e Luís Peixoto |

| 03 Set 2017 | Áustria | 5 - 3 | África do Sul | Nanquim Tech University                  |
| 12H30       |         |       |               | Árbitro: Franco Ferrari e Filippo Fronte |

| 04 Set 2017 | Colômbia | 6 - 1 | Áustria | Nanquim Tech University               |
| 10H30       |          |       |         | Árbitro: Joaquim Pinto e Paulo Rainha |

| 04 Set 2017 | África do Sul | 8 - 8 | Macau | Nanquim Tech University             |
| 12H30       | 1-2 Cláudio Araújo 11' 1ªP 2-4 Renato Guerra 18' 1ªP 3-4 Cláudio Araújo LD Azul 24' 1ªP 4-6 Ricardo Sousa 6' 2ªP 5-6 Cláudio Araújo GP 8' 2ªP 6-6 Nelson Mendes 9' 2ªP 7-6 Leandro Coimbra 9' 2ªP 8-7 Cláudio Araújo 15' 2ªP |       | 0-1 Hélder Ricardo 7' 1ªP 0-2 Hélder Ricardo 10' 1ªP 1-3 Hélder Ricardo GP 13' 1ªP 1-4 Hélder Ricardo 13' 1ªP 3-5 Alfredo Almeida 24'44" 1ªP 3-6 Dionísio Luz 3' 2ªP 7-7 Hélder Ricardo 11' 2ªP 8-8 Alfredo Almeida 18' 2ªP | Árbitro: Sergi Mayor e Sergio Insua |

| 05 Set 2017 | Colômbia | 19 - 0 | África do Sul | Nanquim Tech University                          |
| 10H30       |          |        |               | Árbitro: Óscar Valverde e Francisco Jorge Garcia |

| 05 Set 2017 | Macau                                                                                   | 3 - 13 | Áustria | Nanquim Tech University                 |
| 12H30       | 1-2 Chi Sam Ieong 10' 1ªP 2-4 Nuno Antunes 19' 1ªP 3-11 Alfredo Almeida LD 10ªF 15' 2ªP |        | 0-1 Sebastian Mostoegl 4' 1ªP 0-2 Kilian Hagspiel 6' 1ªP -3 David Huber 17' 1ªP 1-4 Tobias Winder 17' 1ªP 2-5 Jacob Stockinger 21' 1ªP 2-6 Andreas Magister 24' 1ªP 2-7 Roche Brunner 24'53" 1ªP 2-8 Sebastian Mostoegl 4' 2ªP 2-9 Kilian Hagspiel 4' 2ªP 2-10 Kilian Hagspiel 8' 2ªP 2-11 Kilian Hagspiel 12' 2ªP 3-12 Jacob Stockinger 20' 2ªP 3-13 David Huber 20'42" 2ªP | Árbitro: Giovanni Grisales e Bruno Sosa |

### Grupo B
| Seleções       | Pts | J | V | E | D | GM | GS | DG  | Q.   |
| -------------- | --- | - | - | - | - | -- | -- | --- | ---- |
| Angola         | 9   | 3 | 3 | 0 | 0 | 74 | 3  | 71  | C.M. |
| Holanda        | 6   | 3 | 2 | 0 | 1 | 17 | 22 | -5  | FIRS |
| Egito          | 3   | 3 | 1 | 0 | 2 | 5  | 34 | -29 | FIRS |
| Estados Unidos | 0   | 3 | 0 | 0 | 3 | 7  | 44 | -37 | FIRS |

| 03 Set 2017 | Egito | 4 - 2 | Estados Unidos | Longjiang Gymnasium                 |
| 08H30       |       |       |                | Árbitro: Sergi Mayor e Sergio Insua |

| 03 Set 2017 | Angola | 18 - 1 | Holanda                    | Longjiang Gymnasium                     |
| 10H30       | 1-0 João Pinto "Mustang" 2' 1ªP 2-0 João Pinto "Mustang" 3' 1ªP 3-0 João Pinto "Mustang" 9' 1ªP 4-1 Anderson Silva 19' 1ªP 5-1 João Pinto "Mustang" 2' 2ªP 6-1 João Pinto "Mustang" 5' 2ªP 7-1 João Pinto "Mustang" 5' 2ªP 8-1 André Centeno GP 6' 2ªP 9-1 André Centeno 7' 2ºP 10-1 Anderson Silva 7' 2ªP 11-1 Argentino Agostinho LD 15ªF 9' 2ªP 12-1 Humberto Mendes GP 17' 2ºP 13-1 Martin Payero 18' 2ªP 14-1 Argentino Agostinho 19' 2ºP 15-1 Humberto Mendes 21' 2ªP 16-1 Martin Payero 23' 2ªP 17-1 Martin Payero 24' 2ºP 18-1 Martin Payero 24' 2ºP |        | 3-1 Niels Janssens 11' 1ªP | Árbitro: Thomas Ullrich e Thomas Ehlert |

| 04 Set 2017 | Egito | 0 - 8 | Holanda | Longjiang Gymnasium                      |
| 08H30       |       |       |         | Árbitro: Miguel Guilherme e Luís Peixoto |

| 04 Set 2017 | Estados Unidos         | 1 - 32 | Angola | Longjiang Gymnasium                     |
| 10H30       | 1-9 Alec Moyer 17' 1ªP |        | 0-1 Humberto Mendes "Big" 2' 1ªP 0-2 João Pinto "Mustang" 2' 1ªP 0-3 André Centeno 4' 1ªP 0-4 João Pinto "Mustang" 5' 1ªP 0-5 Adilson Diogo 8' 1ªP 0-6 João Pinto "Mustang" 11' 1ªP 0-7 João Vieira "Johe" 12' 1ªP 0-8 João Pinto "Mustang" 12' 1ªP 0-9 Martin Payero 15' 1ªP 1-10 Martin Payero 19' 1ªP 1-11 Martin Payero 20' 1ªP 1-12 João Vieira "Johe" 24' 1ªP 1-13 João Pinto "Mustang" 2' 2ªP 1-14 Adilson Diogo 2' 2ªP 1-15 João Pinto "Mustang" 2' 2ªP 1-16 André Centeno 3' 2ªP 1-17 André Centeno 4' 2ªP 1-18 Humberto Mendes "Big" 7' 2ªP 1-19 Adilson Diogo 8' 2ªP 1-20 João Pinto "Mustang" 9' 2ªP 1-21 João Pinto "Mustang" 11' 2ªP 1-22 Humberto Mendes "Big" 12' 2ªP 1-23 Anderson Silva "Nery" 12' 2ªP 1-24 Humberto Mendes "Big" 15' 2ªP 1-25 Martin Payero 15' 2ªP 1-26 Anderson Silva "Nery" 20' 2ªP 1-27 João Vieira "Johe" 21' 2ªP 1-28 Anderson Silva "Nery" 22' 2ªP 1-29 João Vieira "Johe" 23' 2ªP 1-30 João Vieira "Johe" 24' 2ªP 1-31 Anderson Silva "Nery" 24'15" 2ªP 1-32 João Vieira "Johe" 24'50" 2ªP | Árbitro: Giovanni Grisales e Bruno Sosa |

| 05 Set 2017 | Estados Unidos | 4 - 8 | Holanda | Longjiang Gymnasium |
| 08H30       |                |       |         |                     |

| 05 Set 2017 | Angola | 24 - 1 | Egito                       | Longjiang Gymnasium                      |
| 10H30       | 1-0 João Pinto "Mustang" 1' 1ªP 2-0 Adilson Diogo "Pi" 3' 1ªP 3-0 Martin Payero 4' 1ªP 4-0 João Pinto "Mustang" 9' 1ªP 5-0 Humberto Mendes "Big" 12' 1ªP 6-0 Anderson Silva "Nery" 14' 1ªP 7-0 João Pinto "Mustang" 15' 1ªP 8-0 Humberto Mendes "Big" 16' 1ªP 9-1 Humberto Mendes "Big" 20' 1ªP 10-1 Anderson Silva "Nery" 24'34" 1ªP 11-1 João Pinto "Mustang" 1' 2ªP 12-1 João Pinto "Mustang" 3' 2ªP 13-1 Anderson Silva "Nery" 4' 2ªP 14-1 Anderson Silva "Nery" 5' 2ªP 15-1 Anderson Silva "Nery" 7' 2ªP 16-1 João Pinto "Mustang" 7' 2ªP 17-1 João Pinto "Mustang" 10' 2ªP 18-1 João Pinto "Mustang" 10' 2ªP 19-1 João Pinto "Mustang" LD Azul 12' 2ªP 20-1 Martin Payero 4' 1ªP 21-1 João Vieira "Johe" 17' 2ªP 22-1 João Vieira "Johe" 19' 2ªP 23-1 João Vieira "Johe" 24' 2ªP 24-1 André Centeno 24'39" 2ªP |        | 8-1 Ahmed Abdelnaby 16' 1ªP | Árbitro: Franco Ferrari e Filippo Fronte |

### 9º-16º lugares
|  | Quartas de final | Quartas de final |          |         | Semifinais     | Semifinais     |  |  | Final | Final |
|  |                  |                  |          |         |                |                |  |  |       |       |
|  | 7 Set            |                  |          |         |                |                |  |  |       |       |
|  |                  |                  |          |         |                |                |  |  |       |       |
|  | Alemanha         | 29               |          |         |                |                |  |  |       |       |
|  | Alemanha         | 29               | 8 Set    |         |                |                |  |  |       |       |
|  | Macau            | 1                |          |         |                |                |  |  |       |       |
|  | Macau            | 1                | Alemanha | 8       |                |                |  |  |       |       |
|  | 7 Set            |                  | Alemanha | 8       |                |                |  |  |       |       |
|  |                  | Áustria          | 1        |         |                |                |  |  |       |       |
|  | Egito            | Áustria          | 1        | 5       |                |                |  |  |       |       |
|  | Egito            |                  | 9 Set    | 5       |                |                |  |  |       |       |
|  | Áustria          | 7                |          |         |                |                |  |  |       |       |
|  | Áustria          | 7                | Alemanha | 4       |                |                |  |  |       |       |
|  | 7 Set            |                  | Alemanha | 4       |                |                |  |  |       |       |
|  |                  | França           | 6        |         |                |                |  |  |       |       |
|  | Holanda          | França           | 6        | 5       |                |                |  |  |       |       |
|  | Holanda          | 8 Set            |          | 5       |                |                |  |  |       |       |
|  | África do Sul    | 2                |          |         |                |                |  |  |       |       |
|  | África do Sul    | 2                | Holanda  | 2       | Terceiro lugar | Terceiro lugar |  |  |       |       |
|  | 7 Set            |                  | Holanda  | 2       | Terceiro lugar | Terceiro lugar |  |  |       |       |
|  |                  | França           | 9        |         |                |                |  |  |       |       |
|  | Estados Unidos   | França           | 9        | 6       | Áustria        | 3              |  |  |       |       |
|  | Estados Unidos   |                  |          | 6       | Áustria        | 3              |  |  |       |       |
|  | França           | 12               |          | Holanda | 5              |                |  |  |       |       |
|  | França           | 12               |          |         | 5              |                |  |  |       |       |
|  |                  |                  |          |         |                |                |  |  | 9 Set |       |
|  |                  |                  |          |         |                |                |  |  |       |       |

| 07 Set 2017 | Alemanha | 29 - 1 | Macau                            | Longjiang Gymnasium                      |
| 08h30       | 1-0 Lucas Karshau 2' 1ªP 2-0 Kai Milewski 3' 1ªP 3-0 Milan Brant GP 3' 1ªP 4-0 Liam Hages 3' 1ªP 5-0 Milan Brant 3' 1ªP 6-0 Kai Milewski 4' 1ªP 7-0 Milan Brant 8' 1ªP 8-0 Sebastian Hass 16' 1ªP 9-0 Nils Hilbertz 21' 1ªP 10-0 Christoph Rindfleish 22' 1ªP 11-0 Milan Brant 2' 2ªP 12-0 Liam Hages 3' 2ªP 13-0 Milan Brant 3'´2ªP 14-0 Liam Hages 4' 2ªP 15-0 Lucas Karshau 5' 2ªP 16-0 Kai Milewski 6' 2ªP 17-0 Nils Hilbertz 7' 2ªP 18-0 Sebastian Hass 7' 2ªP 19-0 Liam Hages 8' 2ªP 20-0 Sebastian Hass 9' 2ªP 21-0 Nils Hilbertz 10' 2ªP 22-0 Sebastian Hass 11' 2ªP 23-0 Sebastian Hass 12' 2ªP 24-0 Sebastian Hass 13' 2ªP 25-1 Milan Brant 16' 2ªP 26-1 Kai Milewski 17' 2ªP 27-1 Kai Milewski 18' 2ªP 28-1 Christoph Rindfleish 19' 2ªP 29-1 Sebastian Hass 23' 2ªP |        | 24-1 Nuno Miguel Antunes 14' 2ªP | Árbitro: Carlos Fernandez e Daniel Costa |

| 07 Set 2017 | Estados Unidos | 6 - 12 | França | Longjiang Gymnasium                |
| 10h30       |                |        |        | Árbitro: Paulo Rainha e Bruno Sosa |

| 07 Set 2017 | Holanda | 5 - 2 | África do Sul | Nanquim Tech University                 |
| 10h30       |         |       |               | Árbitro: Thomas Ullrich e Thomas Ehlert |

| 07 Set 2017 | Egito | 5 - 7 | Áustria | Nanquim Tech University             |
| 12h30       |       |       |         | Árbitro: Joaquim Pinto e Rui Torres |

| 08 Set 2017 | Alemanha | 8 - 1 | Áustria | Nanquim Tech University            |
| 01h30       |          |       |         | Árbitro: Sergio Insua e Rui Torres |

| 08 Set 2017 | Holanda | 2 - 9 | França | Nanquim Tech University                 |
| 03h30       |         |       |        | Árbitro: Thomas Ullrich e Thomas Ehlert |

| 09 Set 2017 | Holanda | 5 - 3 | Áustria | Nanquim Tech University                  |
| 01h30       |         |       |         | Árbitro: Filippo Fronte e Franco Ferrari |

| 09 Set 2017 | Alemanha | 4 - 6 | França | Nanquim Tech University                      |
| 03h30       |          |       |        | Árbitro: Árbitros: Sergio Insua e Rui Torres |

### 13º–16º lugares
|  | Semifinais     | Semifinais    |   |       | 13º lugar      | 13º lugar |  |
|  |                |               |   |       |                |           |  |
|  | 8 Set          |               |   |       |                |           |  |
|  | Macau          | 10(a.p.)      |   |       |                |           |  |
|  | Egito          | 9             |   |       |                |           |  |
|  |                |               |   |       |                |           |  |
|  |                |               |   |       | 9 Set          |           |  |
|  |                |               |   |       | Macau          | 2         |  |
|  |                | África do Sul | 7 |       |                |           |  |
|  |                |               |   |       |                |           |  |
|  |                |               |   |       |                |           |  |
|  |                |               |   |       | 15º lugar      |           |  |
|  | 8 Set          | 8 Set         |   | 9 Set | 9 Set          |           |  |
|  | África do Sul  | 6             |   | Egito | 1              |           |  |
|  | Estados Unidos | 3             |   |       | Estados Unidos | 6         |  |

| 08 Set 2017 | Macau | 10(a.p.) - 9 | Egito | Nanquim Tech University               |
| 01h30       | 1-0 Hélder Ricardo 5' 1ªP 2-0 Hélder Ricardo 10' 1ªP 3-1 Hélder Ricardo 13' 1ªP 4-2 Nuno Antunes 20' 1ªP 5-3 Hélder Ricardo GP 22' 1ªP 6-6 Nuno Antunes 8' 2ªP 7-7 Alfredo Almeida 22' 2ªP 8-8 Hélder Ricardo GP 24'58" 2ªP --- PROLONGAMENTO --- 9-8 Alfredo Almeida 3' 1ªP Prol. 10-8 Alfredo Almeida 4' 1ªP Prol. |              | 2-1 Ahmad Hassan Bekheit 11' 1ªP 3-2 Ahmed Rashed 15' 1ªP 4-3 Karim Abdelaal 22' 1ªP 5-4 Ahmad Hassan Bekheit 24' 1ªP 5-5 Mohanad Shawky 6' 2ªP 5-6 Karim Abdelaal 6' 2ªP 6-7 Karim Abdelaal 13' 2ªP 7-8 Mohanad Shawky 23' 2ªP --- PROLONGAMENTO --- 10-9 Karim Abdelaal 4' 2ªP Prol. | Árbitro: Sergi Mayor e Xavier Bleuzen |

| 08 Set 2017 | África do Sul | 6 - 3 | Estados Unidos | Nanquim Tech University                 |
| 03h30       |               |       |                | Árbitro: Giovanni Grisales e Bruno Sosa |

| 09 Set 2017 | Macau                                                | 2 - 7 | África do Sul | Nanquim Tech University                  |
| 01h30       | 1-4 Hélder Ricardo 5' 2ªP 2-5 Alfredo Almeida 15 2ªP |       | 0-1 Cláudio Araújo 6' 1ªP 0-2 Ricardo Sousa 24' 1ªP 0-3 Ricardo Sousa 4' 2ªP 0-4 Nelson Mendes 5' 2ªP 1-5 Cláudio Araújo 7' 2ªP 2-6 Ricardo Sousa 22' 2ªP 2-7 Ricardo Madeira LD 10ªF 24' 2ªP | Árbitro: Luís Peixoto e Miguel Guilherme |

| 09 Set 2017 | Egito | 1 - 6 | Estados Unidos | Nanquim Tech University                 |
| 03h30       |       |       |                | Árbitro: Thomas Ehlert e Thomas Ullrich |

## Taça das Confederações
Os restantes países jogaram a Taça das Confederações que consistia num torneio de todos contra todos a uma só volta.

### 17º-22º lugares
| Seleções      | Pts | J | V | E | D | GM | GS | DG  |
| ------------- | --- | - | - | - | - | -- | -- | --- |
| Israel        | 13  | 5 | 4 | 1 | 0 | 51 | 14 | 37  |
| Índia         | 10  | 5 | 3 | 1 | 1 | 30 | 22 | 8   |
| Japão         | 9   | 5 | 3 | 0 | 2 | 18 | 19 | -1  |
| Austrália     | 8   | 5 | 2 | 2 | 1 | 24 | 17 | 7   |
| Taiwan        | 3   | 5 | 1 | 0 | 4 | 13 | 37 | -24 |
| Nova Zelândia | 0   | 5 | 0 | 0 | 5 | 14 | 41 | -27 |

| 03 Set 2017 | Taiwan | 6 - 5  | Nova Zelândia | Nanquim Tech University               |
| 14H30       |        | [ 13 ] |               | Árbitro: Paulo Rainha e Joaquim Pinto |

| 03 Set 2017 | Índia | 6 - 6  | Austrália | Nanquim Tech University                  |
| 16H30       |       | [ 14 ] |           | Árbitro: Luís Peixoto e Miguel Guilherme |

| 03 Set 2017 | Israel | 6 - 1  | Japão | Nanquim Tech University                 |
| 18H30       |        | [ 15 ] |       | Árbitro: Bruno Sosa e Giovanni Grisales |

| 04 Set 2017 | Nova Zelândia | 3 - 9  | Índia | Nanquim Tech University                 |
| 14H30       |               | [ 16 ] |       | Árbitro: Thomas Ehlert e Thomas Ullrich |

| 04 Set 2017 | Japão | 5 - 2  | Taiwan | Nanquim Tech University               |
| 16H30       |       | [ 17 ] |        | Árbitro: Paulo Rainha e Joaquim Pinto |

| 04 Set 2017 | Austrália | 5 - 5  | Israel | Nanquim Tech University              |
| 18H30       |           | [ 18 ] |        | Árbitro: Xavier Bleuzen e Rui Torres |

| 05 Set 2017 | Israel | 16 - 3 | Nova Zelândia | Nanquim Tech University                 |
| 14H30       |        | [ 19 ] |               | Árbitro: Thomas Ullrich e Thomas Ehlert |

| 05 Set 2017 | Índia | 5 - 2  | Taiwan | Nanquim Tech University                          |
| 16H30       |       | [ 20 ] |        | Árbitro: Francisco Jorge Garcia e Óscar Valverde |

| 05 Set 2017 | Austrália | 2 - 4  | Japão | Nanquim Tech University                  |
| 18H30       |           | [ 21 ] |       | Árbitro: Daniel Costa e Carlos Fernandez |

| 07 Set 2017 | Nova Zelândia | 2 - 5  | Austrália | Nanquim Tech University                   |
| 14H30       |               | [ 22 ] |           | Árbitro: Sergio Insua e Giovanni Grisales |

| 07 Set 2017 | Taiwan | 3 - 16 | Israel | Nanquim Tech University                 |
| 16H30       |        | [ 23 ] |        | Árbitro: Thomas Ehlert e Thomas Ullrich |

| 07 Set 2017 | Índia | 8 - 3  | Japão | Nanquim Tech University             |
| 18H30       |       | [ 24 ] |       | Árbitro: Rui Torres e Joaquim Pinto |

| 08 Set 2017 | Japão | 5 - 1  | Nova Zelândia | Nanquim Tech University               |
| 14H30       |       | [ 25 ] |               | Árbitro: Paulo Rainha e Joaquim Pinto |

| 08 Set 2017 | Austrália | 6 - 0  | Taiwan | Nanquim Tech University                 |
| 16H30       |           | [ 26 ] |        | Árbitro: Bruno Sosa e Giovanni Grisales |

| 08 Set 2017 | Índia | 2 - 8  | Israel | Nanquim Tech University               |
| 18H30       |       | [ 27 ] |        | Árbitro: Joaquim Pinto e Paulo Rainha |

## Classificação Final Masculina
|    | Espanha    | 9º  | França         | 17º | Israel        |
|    | Portugal   | 10º | Alemanha       | 18º | Índia         |
|    | Argentina  | 11º | Holanda        | 19º | Japão         |
| 4º | Itália     | 12º | Áustria        | 20º | Austrália     |
| 5º | Angola     | 13º | África do Sul  | 21º | Taipé Chinesa |
| 6º | Colômbia   | 14º | Macau          | 22º | Nova Zelândia |
| 7º | Chile      | 15º | Estados Unidos |     |               |
| 8º | Moçambique | 16º | Egito          |     |               |

## Classificação Final Feminina
| Campeonato do Mundo | Campeonato do Mundo |      | Taça FIRS  | Taça FIRS |
| Rank                | Pais                | Rank | Pais       |           |
| ------------------- | ------------------- | ---- | ---------- | --------- |
|                     | Espanha             | 9º   | Inglaterra |           |
|                     | Argentina           | 10º  | Índia      |           |
|                     | Alemanha            | 11º  | Japão      |           |
| 4º                  | Chile               |      |            |           |
| 5º                  | França              |      |            |           |
| 6º                  | Itália              |      |            |           |
| 7º                  | Portugal            |      |            |           |
| 8º                  | Estados Unidos      |      |            |           |

## Classificação Final Sub 19
| Campeonato do Mundo | Campeonato do Mundo |
| Rank                | Pais                |
| ------------------- | ------------------- |
|                     | Portugal            |
|                     | Espanha             |
|                     | Itália              |
| 4º                  | Argentina           |
| 5º                  | Chile               |
| 6º                  | Colômbia            |
| 7º                  | França              |
| 8º                  | Inglaterra          |
| 9º                  | Estados Unidos      |
| 10º                 | Índia               |
| 11º                 | Taipé Chinesa       |

### Internacional
- site oficial
- FIRS
- FPP
- RFEP
- CBHP
- Ligações ao Hóquei em todo o Mundo
- HóqueiPatins.pt
- hoqueipt
- plurisports
- rollerenligne